# Slanorožec evropský

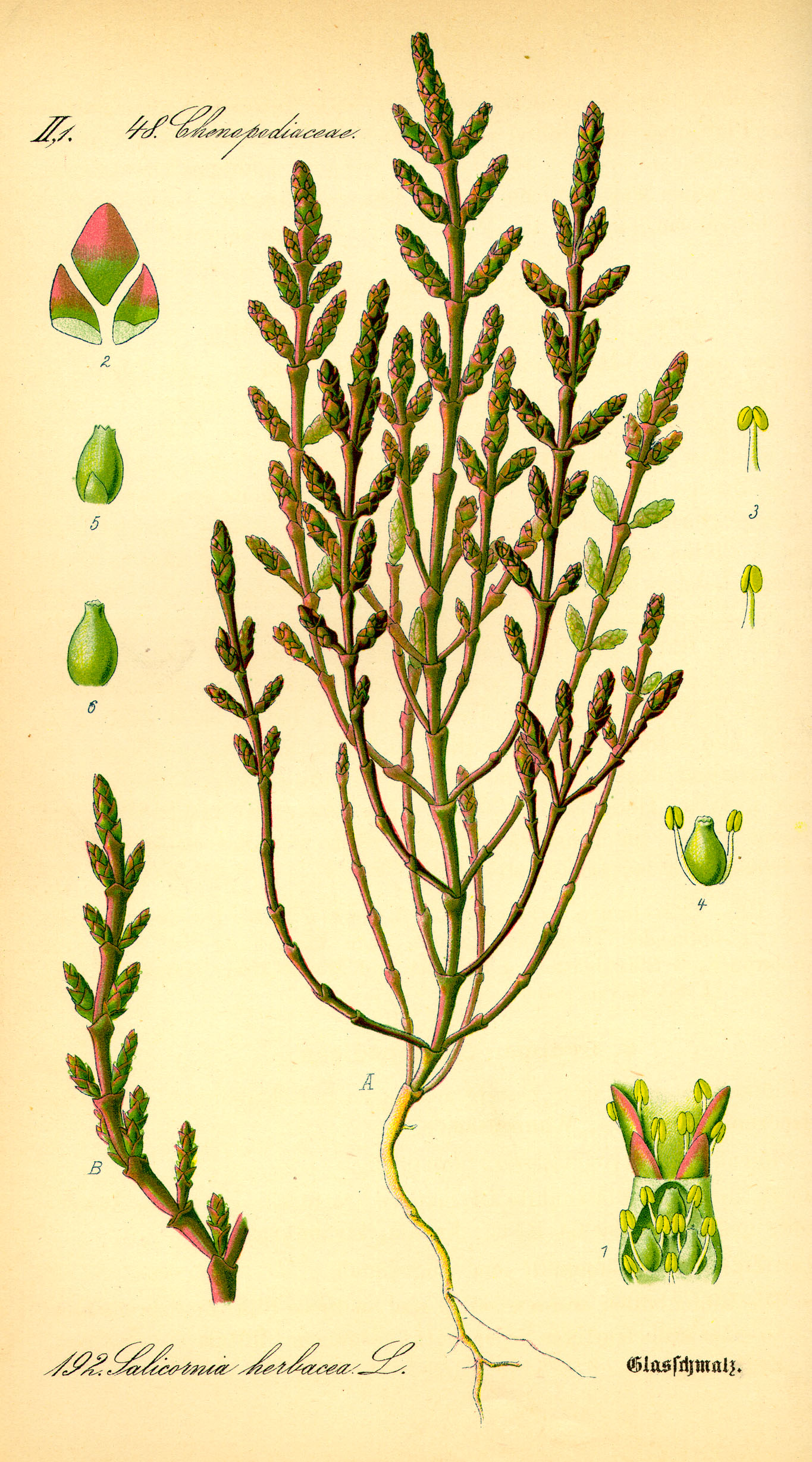
Nákres slanorožce evropského z roku 1885, Prof. Dr. Otto Wilhelm Thomé

Slanorožec evropský (Salicornia europaea) patří do rodu slanorožec z čeledi laskavcovitých (Amaranthaceae). Ve starších taxonomických systémech byl řazen do čeledi merlíkovitých (Chenopodiaceae).

## Popis
Může dorůstat výšky 5–45 cm, ale obvykle nepřesahuje 30 cm. Stonek je článkovitý, pravidelně větvený, má zelenou nebo načervenalou barvu. Listy jsou zakrslé, přítomné pouze ve formě lemů na horním okraji článků stonku. Kvete zelenými květy v paždí listenů, plody jsou nažky. Životní cyklus je jedno- až dvouletý.

## Rozšíření
Roste často na mořském pobřeží, geograficky se vyskytuje ve Středomoří a při Atlantském oceánu.

## Konzumace
V Turecku se slanorožec evropský používá v kulinářství, většinou jako předkrm. Jeho zelené oddenky se ponoří do vařící vody společně se stroužkem česneku a nechají se 7–8 minut povařit. Poté se vytáhnou a ručně se stahují, aby v rostlině nezbyly kusy tvrdé lodyhy. K dochucení se polévá dressingem z olivového oleje, citrónů a česneku.[zdroj?]